# Schnell György
Schnell György (Nagyszombat, 1781. február 8. – Nagyszombat, 1871. június 5.) prépost-kanonok. 

## Élete
A gimnáziumot Nagyszombatban, a bölcseletet és a teológia három évét Pozsonyban, a IV-et Nagyszombatban végezte. Fölszentelték 1805-ben. Káplán volt Selmecbányán, 1806-ban Bazinban, 1807-ben plébános lett Nagybresztovánban, 1837. december 21-én kanonok Pozsonyban, majd Szent Pulcheria apátja, 1842-ben plébános Nagyszombatban, 1843-ban ugyanott káptalani prépost. 

## Munkája
- A Sz. Miklósról nevezett nagyszombati társaskáptalannak 1844. jan. 1. végbevitt ünnepélyes beigtatásakor mondott beszédek. Nagyszombat. (Kopács József beszédével együtt.)

## Forrás
- Szinnyei József: Magyar írók élete és munkái XII. (Saád–Steinensis). Budapest: Hornyánszky. 1908.
- Adatai a Petőfi Irodalmi Múzeum katalógusában